# Tomodachi no Uta
「Tomodachi no Uta」（ともだちのうた) là đĩa đơn thứ 19 của BUMP OF CHICKEN. Nó được phát hành vào ngày 23 tháng 2 năm 2011 tại TOY'S FACTORY.

## Album
- 『RAY』（#1）

## Nhạc sĩ
- Ochai Tetsuya: Strings (M-1)
- Koji Nishimura: Trumpet (M-1)